# Graphania empyrea
Graphania empyrea là một loài bướm đêm trong họ Noctuidae.